# پائولو سانتوس (بازیکن فوتبال برزیل)
پائولو سانتوس (پرتغالی: Paulo Santos؛ زادهٔ ۱۴ آوریل ۱۹۶۰) بازیکن فوتبال اهل برزیل بود.
از باشگاه‌هایی که در آن بازی کرده‌است می‌توان به باشگاه ورزشی اینترناسیونال اشاره کرد.
وی همچنین در تیم ملی فوتبال برزیل بازی کرده‌است.
وی در مسابقات بین‌المللی در مجموع برندهٔ ۱ مدال نقره شده‌است.